# Clugnat
Clugnat ist eine Gemeinde im Zentralmassiv in Frankreich. Sie gehört zur Region Nouvelle-Aquitaine, zum Département Creuse, zum Arrondissement Aubusson und zum Kanton Boussac.

## Geografie
In Clugnat kommt der Verraux vom Süden her und fließt in die Petite Creuse. Die Gemeinde grenzt im Norden an Bétête und Malleret-Boussac, im Osten an Toulx-Sainte-Croix und Saint-Silvain-sous-Toulx, im Süden an Domeyrot, Parsac und Ladapeyre sowie im Westen an Jalesches und Saint-Dizier-les-Domaines.

## Bevölkerungsentwicklung
| Jahr      | 1962 | 1968 | 1975 | 1982 | 1990 | 1999 | 2008 | 2013 |
| --------- | ---- | ---- | ---- | ---- | ---- | ---- | ---- | ---- |
| Einwohner | 1004 | 916  | 836  | 809  | 752  | 687  | 686  | 687  |

## Sehenswürdigkeiten
- Kirche Saint-Martial, Monument historique
- Kapelle Saint-Jean

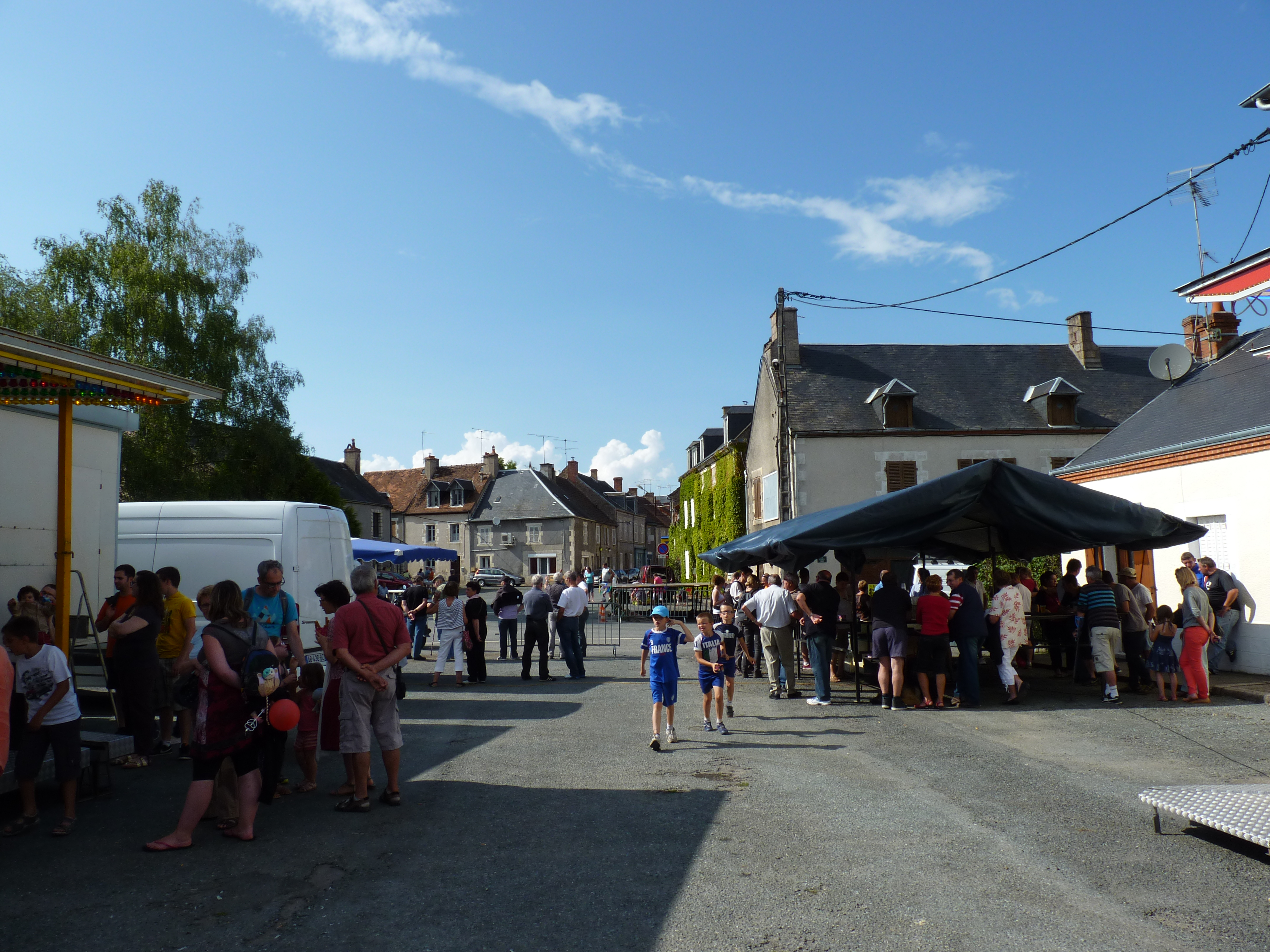
Dorffest
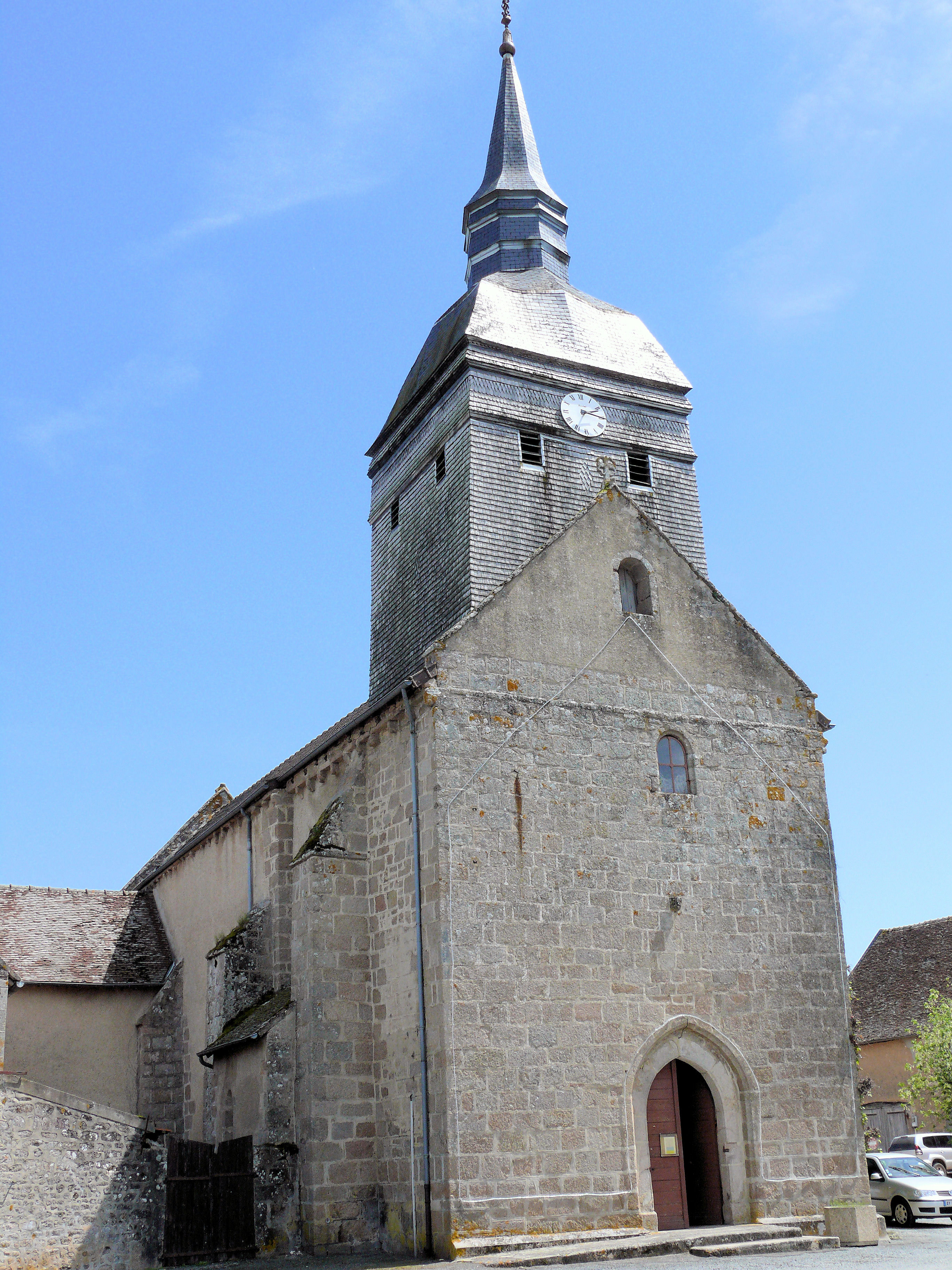
Kirche Saint-Martial
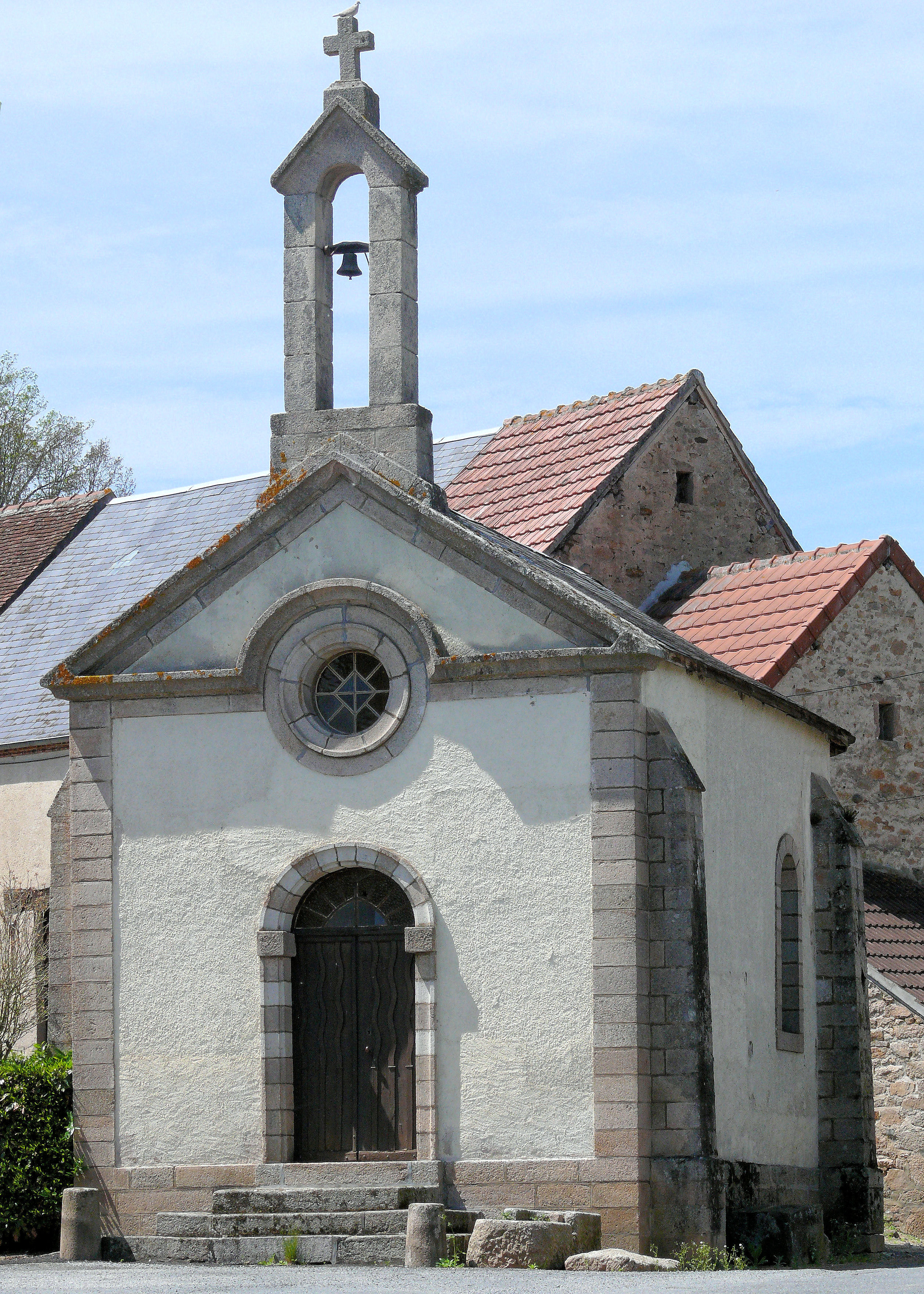
Kapelle Saint-Jean
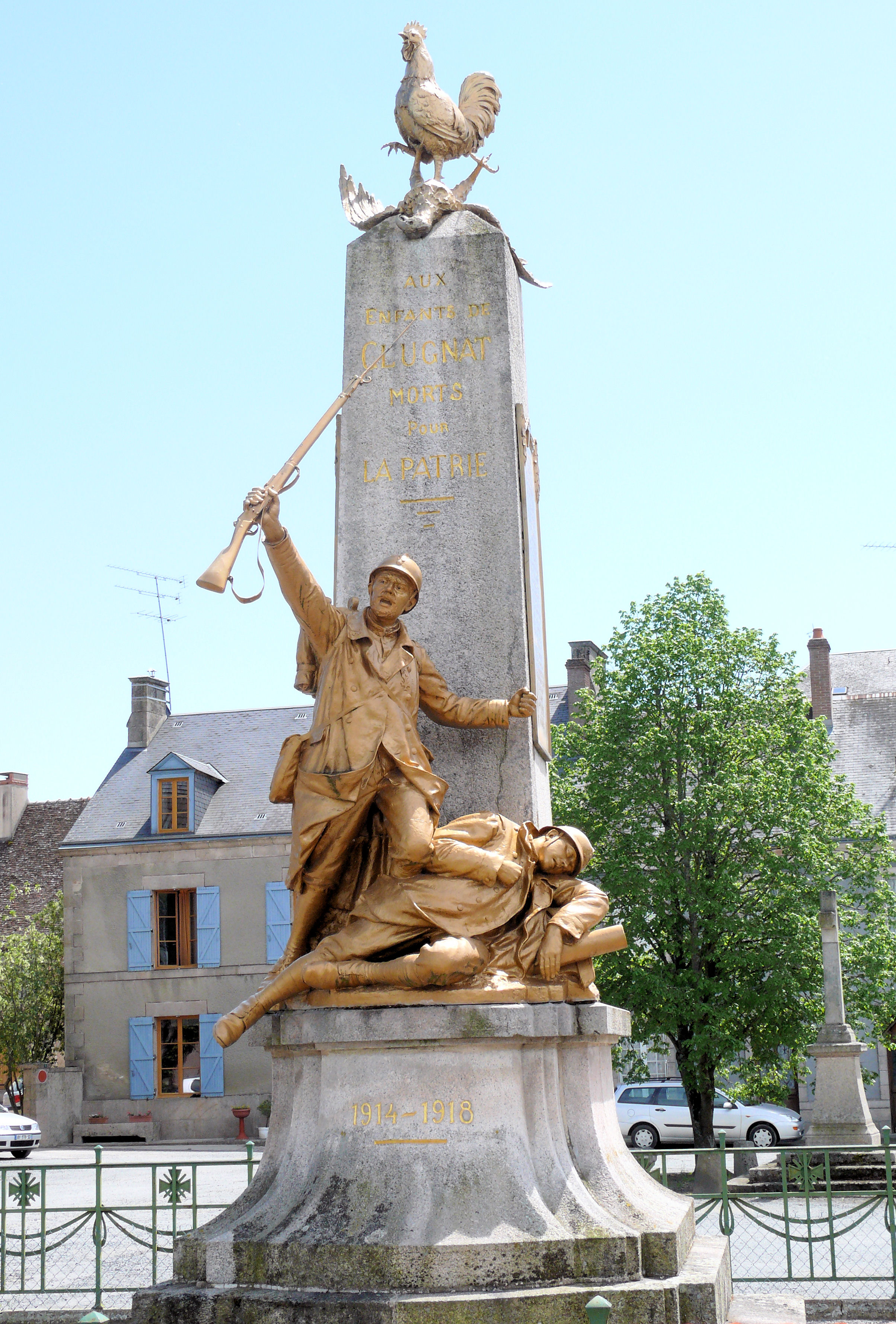
Kriegerdenkmal